# Mohamed Guindo
Mohamed Yaya Guindo (* 1. August 2003) ist ein malisch-belgischer Fußballspieler.

## Karriere

### Verein
Aus der Jugend von Jeunesse Molenbeek wechselte er später in die des RSC Anderlecht und rückte von hier dann zur Saison 2019/20 in die U21 auf. Später unterschrieb er auch einen Profi-Vertrag, bekam aber nie eine Chance sich in der ersten Mannschaft zu beweisen. Ende Januar 2022 verließ er somit Anderlecht und schloss sich dem italienischen Drittligisten Pro Vercelli an. Nachdem er hier erst auch in der U19 gespielt hatte, rückte er zur Saison 2022/23 in den Kader der ersten Mannschaft vor und machte hier am 1. Spieltag auch sein Debüt. Zwar kam er hier hin und wieder zum Einsatz, sammelte dabei aber immer nur jeweils wenige Minuten Spielzeit. Am Ende erzielte er Ende Januar 2023 immerhin noch sein erstes und einziges Tor für die Mannschaft. Zur Spielrunde 2023/24 kehrte er wieder nach Belgien zurück, wo er nun bei Zulte Waregem unter Vertrag steht. Auch hier ist er noch zu einem großen Anteil in der Jugendmannschaft aktiv, kam aber bereits auch schon in der Challenger Pro League zum Einsatz.

### Nationalmannschaft
Im Oktober 2018 bestritt er mit der belgischen U16 zwei Freundschaftsspieleinsätze gegen eine deutsche Auswahl.
Im Sommer 2023 nahm er mit der malischen U23 am Afrika-Cup 2023 teil. Dort kam er in einer der fünf Partien seiner Mannschaft zum Einsatz und erreichte mit dieser dort den dritten Platz, womit sich die Mannschaft für das Turnier der Olympischen Spiele 2024 in Paris qualifizierte.